# 뷔리당의 당나귀

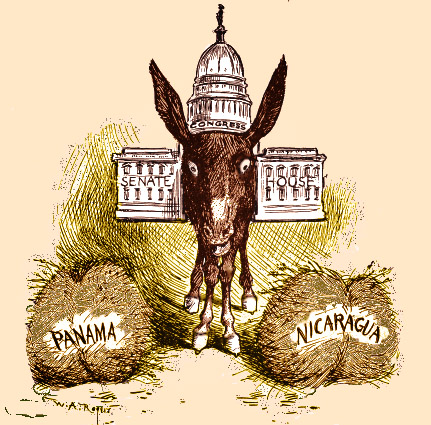
미국 의회를 뷔리당의 당나귀로 묘사한 1900년 경의 정치적 카툰

뷔리당의 당나귀는 자유 의지의 입장에서 철학에서의 역설을 묘사한 것이다. 배가 고프면서 동시에 목이 마른 당나귀가 건초 한 더미와 물 한 동이 사이에 놓여 있는 가설적인 상황을 상정한다. 이 역설은 당나귀는 언제나 어떤 곳이든 가까이 갈 것임을 가정하므로, 당나귀는 건초와 물 사이에서 어떠한 합리적인 결정도 할 수 없어 배고픔과 갈증으로 죽게 된다.
이 역설은 14세기 프랑스의 철학자 장 뷔리당을 이름을 딴 것으로, 이것은 뷔리당의 윤리적 결정론을 풍자한다. 비록 이 역설이 뷔리당의 이름을 따긴 했으나 철학자들은 이 개념을 뷔리당 이전부터 논의하였으며, 특히 아리스토텔레스는 배고프면서 목마른 남자의 예를 사용하였고, 가잘리는 좋은 날 중 하나를 선택해야 하는 남자의 예를 들었다.

## 같이 보기
- 분석마비
- 식사하는 철학자들 문제
- 탐색비용
- 자발 대칭 깨짐